# Vittorio Veneto (thiết giáp hạm Ý)
Vittorio Veneto là một thiết giáp hạm lớp Littorio của Hải quân Hoàng gia Ý (Regia Marina) trong Chiến tranh Thế giới thứ hai. Con tàu được đặt tên theo Trận Vittorio Veneto, một trận đánh nổi tiếng trong Chiến tranh Thế giới thứ nhất với sự thắng lợi hoàn toàn thuộc về Vương quốc Ý và đánh dấu sự sụp đổ của Đế quốc Áo-Hung. Được đóng để đối phó với lớp thiết giáp hạm Dunkerque của Hải quân Pháp, Vittorio Veneto là một trong hai thiết giáp hạm tân tiến đầu tiên của Hải quân Hoàng gia Ý, và là một trong những tàu chủ lực có mức choán nước 41.000 tấn đầu tiên được hạ thủy sau khi người Ý liên tục vi phạm các điều khoản của Hiệp ước Hải quân Washington năm 1922. Vittorio Veneto được đặt lườn vào tháng 10 năm 1934, hạ thủy vào tháng 7 năm 1937 và nhập biên chế vào tháng 4 năm 1940.
Vittorio Veneto đã phục vụ tận tụy trong suốt cuộc Chiến tranh Thế giới thứ hai. Con tàu may mắn không chịu bất kỳ hư hại nào trong cuộc không kích của Hải quân Hoàng gia Anh vào Taranto đêm ngày 11 tháng 11 năm 1940. Vào giai đoạn đầu của cuộc chiến, Vittorio Veneto góp mặt vào Trận Mũi Spartivento trong tháng 11 năm 1940 và Trận Mũi Matapan vào tháng 3 năm 1941, nơi con tàu bị hư hại bởi một quả ngư lôi, và sau đó con tàu bị trúng ngư lôi từ tàu ngầm HMS Urge vào tháng 12 năm 1941. Con tàu giành phần lớn thời gian trong năm 1941 và đầu năm 1942 để tham gia các chiến dịch đánh chặn đoàn tàu vận tải của Anh đến Malta, nhưng tình trạng khan hiếm nhiên liệu trầm trọng đã khiến Hải quân Ý phải hạn chế các chiến dịch này trong những tháng tiếp theo. Theo Hiệp định Đình chiến Cassibile, Vittorio Veneto cùng phần lớn các tàu chủ lực Ý được lệnh khởi hành về Malta, sau đó là Alexandria và tập kết tại Hồ Great Bitter của Kênh đào Suez để giao cho người Anh quản lý. Vittorio Veneto lưu lại ở Hồ Great Bitter đến năm 1947 trước khi khởi hành đến nước Anh với vai trò là chiến lợi phẩm. Con tàu được trao trả về Ý vào năm 1948 và được tháo dỡ ở La Spezia vài năm sau đó.

## Đặc tính

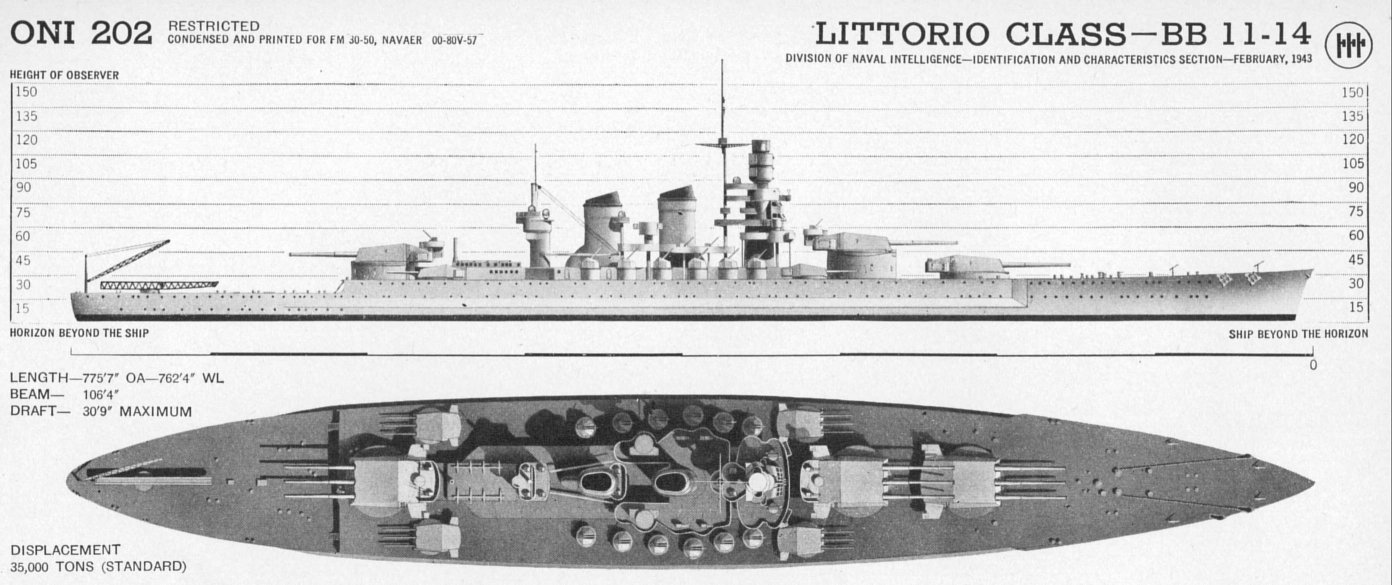
Bản vẽ thiết kế lớp thiết giáp hạm Littorio của Văn phòng Tình báo Hải quân Hoa Kỳ.

Vittorio Veneto có chiều dài tính toán (LBP) là 224,05 mét (735,1 ft), chiều dài tổng thể đạt 237,76 mét (780,1 ft), mức mớn nước đạt 9,6 mét (31 ft) và con tàu cao 32,82 mét (107,7 ft). Vittorio Veneto có mức choán nước tiêu chuẩn là 40.724 tấn (40.081 tấn Anh; 44.891 tấn Mỹ) và 45.236 tấn (44.522 tấn Anh; 49.864 tấn Mỹ) khi đầy tải. Điều này đã vi phạm nghiêm trọng các điều khoản được đặt ra trong Hiệp ước Hải quân Washington, khi Hiệp ước chỉ quy định các quốc gia chỉ được phép hạ thủy các tàu chủ lực có mức choán nước tối đa là 35.000 tấn/tàu. Tuy vậy, Hải quân Ý đã khéo léo đánh tráo thông tin và thuyết phục được các đoàn khảo sát rằng lớp Littorio của họ vẫn nằm trong giới hạn mà hiệp ước áp đặt. Hệ thống động cơ của tàu bao gồm bốn động cơ tuabin hơi nước Belluzzo được cung cấp năng lượng bởi tám nồi hơi Yarrow chạy bằng dầu. Động cơ của tàu đạt công suất trục là 128.200 mã lục (95.600 kW) và đạt tốc độ tối đa là 30 knot (56 km/h; 35 mph).  Tàu có biên chế thủy thủ đoàn theo mức tiêu chuẩn là 80 sĩ quan và 1.750 thủy thủ, và con số này tăng lên thành 1.950 sĩ quan và thủy thủ trong giai đoạn cuối của cuộc chiến.
Hệ thống pháo chính của Vittorio Veneto bao gồm chín khẩu pháo 381 mm L/50 Ansaldo 1934 được chia đều ra ba tháp pháo ba nòng, hai tháp pháo đặt ở trước đài chỉ huy và một tháp đặt ở cuối hệ thống thượng tầng. Hệ thống vũ khí phụ của tàu bao gồm 12 khẩu pháo 152 mm (6.0 in) L/55 Ansaldo Model 1934, được chia đều cho bốn tháp pháo ba nòng. Hai tháp pháo 152 mm được đặt hai bên tháp pháo 381 mm số 2 và hai tháp còn lại được đặt ở hai bên rìa tháp pháo 381 mm số 3. Hệ thống pháo phòng không của tàu bao gồm 12 khẩu pháo 90 mm (3.5 in) L/50 mạnh mẽ được đặt ở bên bên thượng tầng của tàu, 12 khẩu pháo 37 mm (1.5 in) L/54 và 16 pháo 20 mm (0.79 in) L/65 (sau được bổ sung lên 32 khẩu 20 mm). Pháo 90 mm có nhiệm vụ cung cấp hỏa lực phòng không tầm xa cho tàu, và được đặt trong các ụ riêng lẻ với hệ thống ổn định chạy biệt lập. Tốc độ bắn của pháo 90 mm là 12 viên/phút và có trần bay khoảng 10.800 m. Pháo 37 mm và 20 mm có nhiệm vụ cung cấp hỏa lực phòng không tầm gần và có tầm bắn hiệu quả lần lượt là 4.000 mét và 2.500 mét. Ngoài ra, con tàu còn được lắp đặt bốn khẩu pháo 120 mm (4.7 in) L/40 làm nhiệm vụ bắn pháo sáng. Hệ thống radar EC 3 ter 'Gufo', có khả năng quét được các mục tiêu trên mặt biển trong khoảng cách 30 kilomét và máy bay ở khoảng cách 80 kilomét, được lắp đặt vào tháng 7 năm 1943.
Đai giáp chính của Vittorio Veneto bao gồm lớp giáp đồng chất dày 70 mm đặt ở bên ngoài và lớp giáp trát xi măng dày 280 mm được đặt phía sau tấm giáp đồng chất. Con tàu được lắp đặt Hệ thống đai chống ngư lôi Pugliese - một trong những hệ thống chống ngư lôi hiệu quả nhất trong Chiến tranh Thế giới thứ hai. Boong tàu bao gồm một lớp giáp đồng nhất dày 36 mm đặt trên một lớp giáp dày 9 mm; lớp giáp trên khu vực boong tàu sẽ thay đổi tùy thuộc vào không gian và vị trí chúng bảo vệ. Ở khu vực khoang chứa đạn, boong tàu dày 162 mm. Tại khu vực khoang động cơ, độ dày của boong được giảm xuống còng 110 mm và 90 mm ở các khu vực còn lại. Bệ tháp pháo chính của tàu được bảo vệ bởi một lớp giáp tráng xi măng dày 350 mm ở bên trên boong tàu và giảm xuống còn 280 mm ở bên dưới boong tàu. Mặt trước của các tháp pháo chính dày 350 mm, hai bên tháp và trần dày 200 mm và 130 mm ở khu vực hông tháp pháo. Tháp pháo phụ 152 mm được đặt trong các bệ dày 150 mm ở trên boong tàu và 100 mm ở dưới boong tàu. Mặt trước tháp pháo 152 mm dày 280 mm và 70 mm ở hai mặt bên. Hệ thống pháo phòng không của tàu được bảo vệ bởi các tấm thép chống đạn có độ dày từ 12 mm tới 40 mm. Con tàu được lắp đặt một máy phóng thủy phi cơ, và được trang bị ba thủy phi cơ trinh sát IMAM Ro.43 hoặc tiêm kích Reggiane Re.2000.

## Lịch sử hoạt động

### Chế tạo

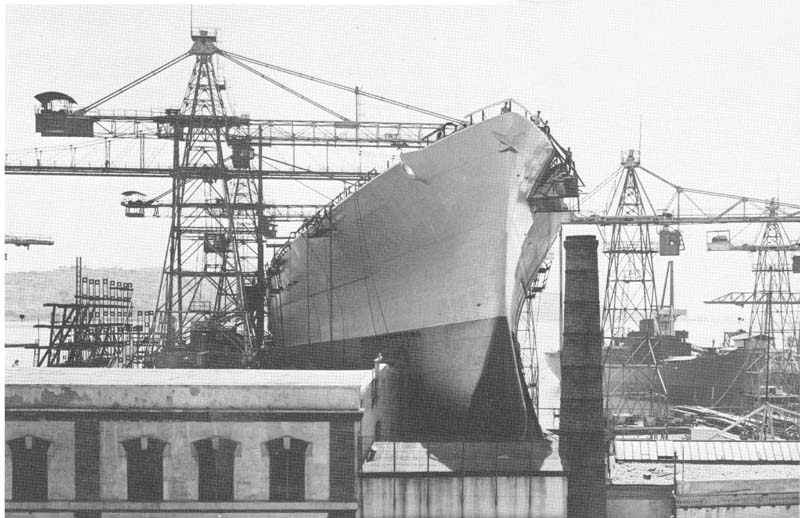
Phần thân tàu của thiết giáp hạm Vittorio Veneto tại Xưởng Đóng tàu Cantieri Riuniti dell'Adriatico, tháng 7 năm 1937.

Vittorio Veneto được đặt hàng theo một chương trình đóng tàu năm 1934, và được đặt tên theo Trận Vittorio Veneto, một chiến thắng mang tính quyết định của Ý trước quân đội Đế quốc Áo-Hung trong giai đoạn cuối của Chiến tranh Thế giới thứ nhất. Con tàu được đặt lườn vào ngày 28 tháng 10 năm 1934 tại Xưởng Đóng tàu Cantieri Riuniti dell'Adriatico, cùng ngày với thiết giáp hạm Littorio. Vittorio Veneto được hạ thủy vào ngày 25 tháng 7 năm 1937, và quá trình đóng tàu hoàn tất vào tháng 10 năm 1939. Việc lắp ráp các cấu trúc đã bị trì hoãn do sự thay đổi liên tục về thiết kế và tình trạng thiếu các tấm giáp hạng nặng để hàn vào tàu. Vì Xưởng Venice là xưởng duy nhất ở Ý có ụ khô đủ dài để chứa một tàu cỡ lớn như của lớp Littorio, nên trước khi tiến hành chuyến thử máy, Vittorio Veneto đã được đưa đến Venice vào ngày 4 tháng 10 để làm sạch đáy tàu sau một thời gian dài lắp ráp.

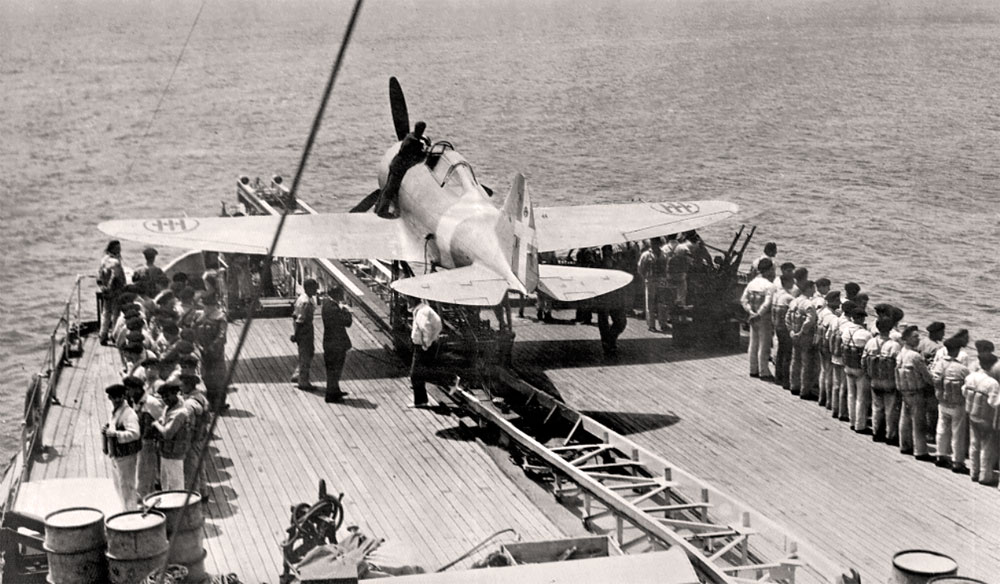
Máy bay tiêm kích Re. 2000 trên thiết giáp hạm Vittorio Veneto.

Ngày 17 tháng 10, sau khi hoàn tất việc dọn sạch đáy tàu, ụ khô được làm ngập nước để kiểm tra khả năng cân bằng của Vittorio Veneto. Con tàu sau đó di chuyển về Trieste vào ngày 19 tháng 10, và chuyến thử máy đầu tiên được bắt đầu bốn ngày sau đó. Việc thử máy, bao gồm các bài thử nghiệm hệ thống vũ khí, kéo dài đến tháng 3 năm 1940. Con tàu được chuyển giao cho Hải quân Hoàng gia Ý vào ngày 28 tháng 4, dù việc lắp đặt vũ khí cho tàu vẫn chưa hoàn tất. Ngày 1 tháng 5, Vittorio Veneto khởi hành về La Spezia để bắt đầu quá trình lắp đặt cuối cùng, được hộ tống bởi các khu trục hạm Leone Pancaldo và Emanuele Pessagno. Ngày 6 tháng 5, Vittorio Veneto bắt đầu tiếp nhận các lô đạn pháo đầu tiên, và quá trình cấp đạn kéo dài tới ngày 20 tháng 5. Sang ngày tiếp theo, Vittorio Veneto di chuyển về Taranto và gia nhập Hải đoàn 9 của Chuẩn Đô đốc Carlo Bergamini. Trong tháng tiếp theo, nước Ý chính thức tuyên chiến với Anh và Pháp, mặc dù phải đến ngày 2 tháng 8 cùng năm, Vittorio Veneto và Littorio mới chính thức đi vào hoạt động một cách hoàn chỉnh.

### Chiến tranh Thế giới thứ hai

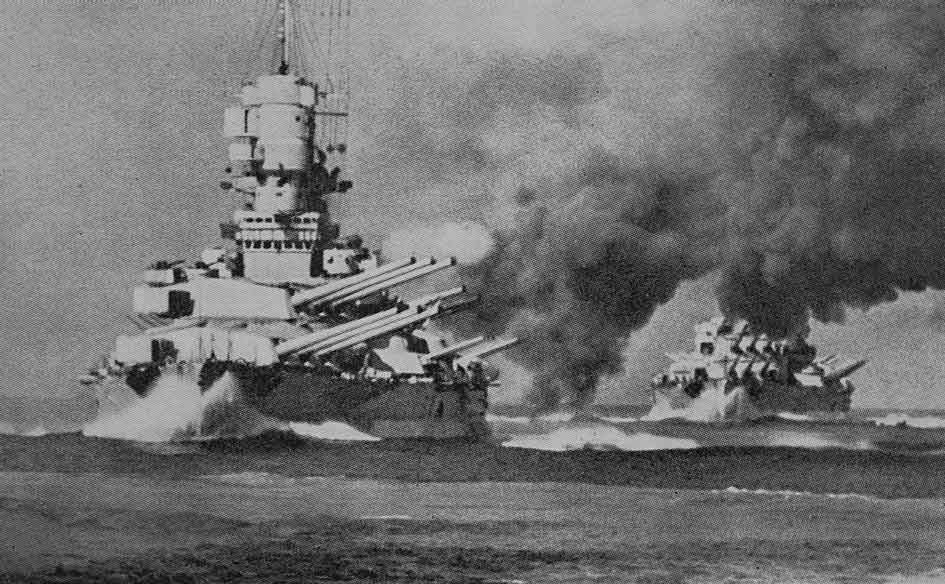
Vittorio Veneto và Littorio trong một buổi tập trận ở Địa Trung Hải, năm 1940.

Từ ngày 31 tháng 8 tới ngày 2 tháng 9 năm 1940, Vittorio Veneto, cùng bốn thiết giáp hạm, mười tuần dương hạm và 31 khu trục hạm đã tham gia đánh chặn Đoàn vận tải MB.3 trong Chiến dịch Hats, nhưng việc trinh sát thiếu hiệu quả đã khiến hạm đội Ý không thể nghênh chiến với tàu chiến Anh. Ngoài ra, trinh sát của Anh đã phát hiện ra hạm đội Ý đầu tiên nên hạm đội của Anh đã nhanh chóng rút lui an toàn. Vào ngày 6 tháng 9, hạm đội Ý tiếp tục xuất kích, lần này là tấn công một hạm đội Anh, được báo cáo là đang rời Gibraltar tiến vào Địa Trung Hải, nhưng không cuộc giao tranh nào nổ ra vì tàu chiến Anh thực tế được lệnh di chuyển về phía nam Đại Tây Dương. Hạm đội này tiếp tục tung ra một cuộc đánh chặn khác vào Đoàn vận tải MB.5 tới Malta vào ngày 29 tháng 9, Vittorio Veneto, cùng bốn thiết giáp hạm, 11 tuần dương hạm và 23 khu trục hạm có ý định tấn công một đoàn vận tải chở quân đến Malta. Mặc dù các máy bay của Không quân Hoàng gia Ý đã phát hiện ra đoàn vận tải, nhưng các tàu Anh vẫn may mắn thoát khỏi sự truy sát của tàu chiến Ý và cập bến Malta an toàn.
Đêm ngày 11 - sáng ngày 12 tháng 11 năm 1940, Hạm đội Địa Trung Hải của Hải quân Hoàng gia Anh đã tổ chức một đợt không kích vào hạm đội Ý neo đậu tại cảng Taranto. 21 máy bay phóng lôi Swordfish cất cánh từ hàng không mẫu hạm Illustrious và tấn công theo hai đợt. Dù cảng Taranto được bảo vệ bởi một hệ thống phòng không khá mạnh mẽ, bao gồm 21 pháo phòng không 90 mm, hàng chục pháo 37 mm và 20 mm, và 27 khinh khí cầu chống máy bay, nhưng họ không có hệ thống radar dò tìm trên không. Do đó, khi các tốp máy bay Swordfish bắt đầu tấn công, các đơn vị phòng không và tàu chiến Ý hoàn toàn bị bất ngờ và không kịp tổ chức phòng thủ. Các thiết giáp hạm neo đậu trong cảng, trong đó có Vittorio Veneto và Littorio, lại không được bảo vệ bởi các lớp lưới chống ngư lôi. Vittorio Veneto may mắn không chịu bất kỳ hư hại nào trong cuộc không kích, nhưng ba thiết giáp hạm khác đã bị trúng ngư lôi, hai trong số đó chịu hư hại ở mức nghiêm trọng. Sau cuộc không kích, Vittorio Veneto dẫn đầu hạm đội Ý di chuyển về Napoli và sau đó trở thành soái hạm của Đô đốc Inigo Campioni.

#### Mũi Spartivento

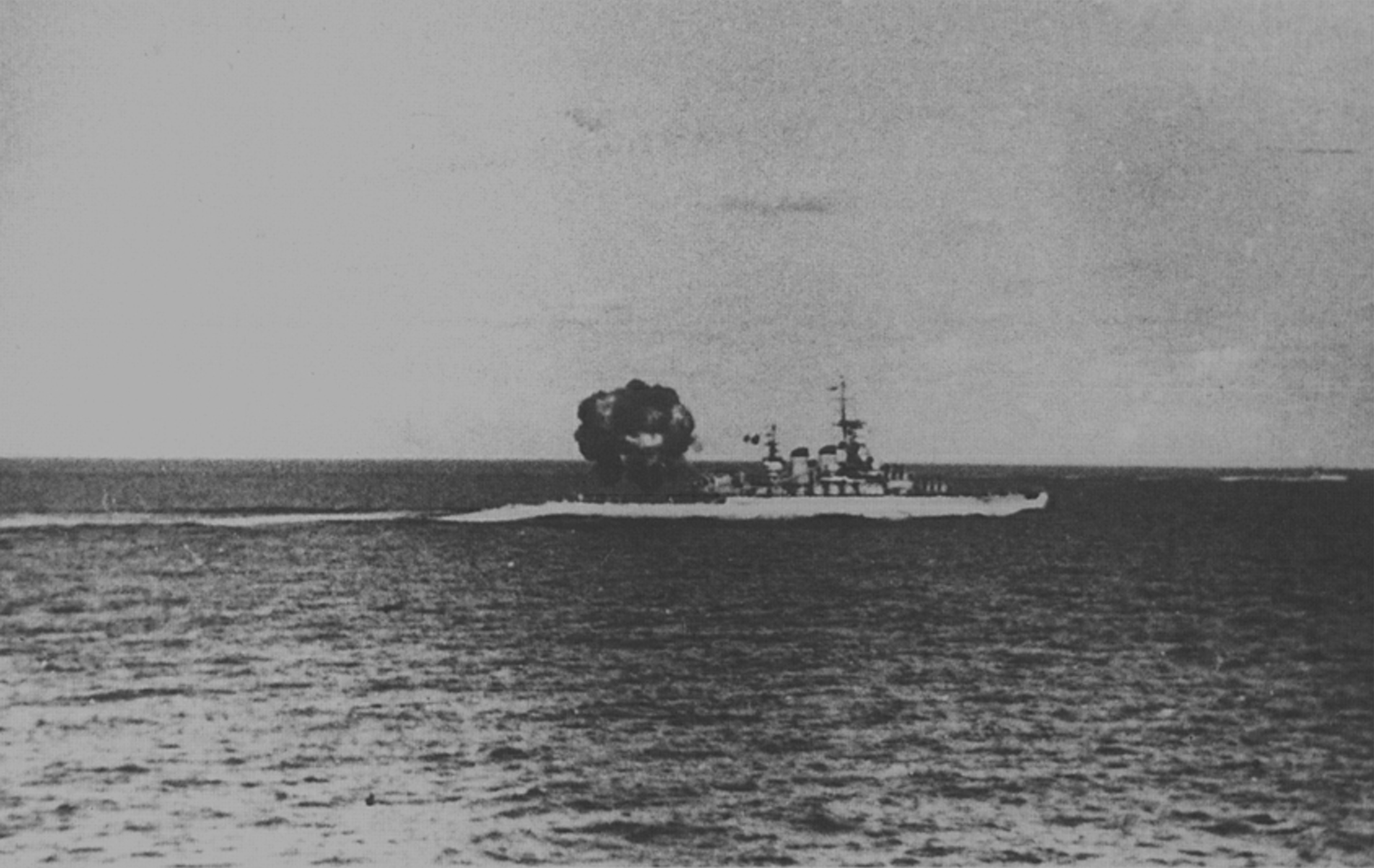
Thiết giáp hạm Vittorio Veneto đang giao chiến với tàu chiến Anh bằng tháp pháo 381mm số 3 trong trận Mũi Spartivento, 27 tháng 11 năm 1940.

Ngày 17 tháng 11 năm 1940, Vittorio Veneto và Giulio Cesare - hai thiết giáp hạm duy nhất của Hải quân Hoàng gia Ý còn hoạt động, tham gia đánh chặn một đoàn vận tải của Anh tới Malta trong Chiến dịch White, nhưng không thành công. Ngày 26 tháng 11, hạm đội Ý tổ chức một đợt đánh chặn tiếp theo nhằm vào một đoàn vận tải Anh trong Chiến dịch Collar. Hai hạm đội đã chạm trán nhau và dẫn đến Trận Mũi Spartivento (còn được biết đến là Trận Mũi Teulada trong báo cáo của Hải quân Ý). Vittorio Veneto, Giulio Cesare, cùng sáu tuần dương hạm và 14 khu trục hạm, có ý định tấn công một đoàn vận tải được bảo vệ bởi hàng không mẫu hạm HMS Ark Royal, thiết giáp hạm HMS Ramillies, và tuần dương-chiến hạm HMS Renown. Máy bay trinh sát Ý đã phát hiện ra hạm đội hộ tống nhưng lại phóng đại quá mức quy mô của hạm đội này, và Campioni, với mệnh lệnh không được phép cho hai thiết giáp hạm của ông giao chiến với lực lượng tương đương hoặc áp đảo của kẻ thù, đã ra lệnh rút lui ngay sau khi trận đánh vừa bắt đầu. Vittorio Veneto chỉ giao chiến với một số tuần dương hạm của Anh bằng tháp pháo 381 mm số 3 trong thời gian ngắn, và ở khoảng cách hơn 27 kilomét (17 dặm). Con tàu bắn tổng cộng bảy loạt đạn vào tuần dương hạm của Anh và chỉ ghi nhận gây hư hại nhẹ chiếc tuần dương hạm hạng nhẹ HMS Manchester. Trong trận đánh này, máy bay Swordfish từ hàng không mẫu hạm Ark Royal đã tấn công Vittorio Veneto, nhưng con tàu đã tránh thành công toàn bộ số ngư lôi.
Các cuộc không kích liên tiếp của Anh vào khu vực Napoli đã khiến bộ chỉ huy cấp cao phải đưa Vittorio Veneto và toàn bộ lực lượng chủ lực còn lại về Sardinia vào ngày 14 tháng 12. Tuy nhiên, hạm đội này được lệnh quay về Napoli sáu ngày sau đó sau khi bộ chỉ huy kết luận rằng việc đưa toàn bộ hạm đội đến Sardinia sẽ cho phép người Anh có để đưa tàu vận tải của họ từ Alexandria đến Malta một cách dễ dàng hơn. Vào đêm ngày 8-9 tháng 1 năm 1941, một tốp máy bay Vickers Wellington của Anh bất ngờ không kích hạm đội Ý đang neo đậu ở Napoli, nhưng không gây ra bất kỳ thiệt hại đáng kể và chỉ khiến thiết giáp hạm Giulio Cesare bị hư hại nhẹ. Hai thiết giáp hạm này sau đó di chuyển về La Spezia vào ngày tiếp theo. Do Giulio Cesare được đưa vào ụ sửa chữa, Vittorio Veneto là thiết giáp hạm duy nhất còn hoạt động trong hạm đội Ý tại thời điểm đó. Giulio Cesare cùng Andrea Doria quay trở lại hạm đội vào đầu tháng 2 năm 1941. Ngày 8 tháng 2 năm 1941, Vittorio Veneto, Andrea Doria và Giulio Cesare tiến hành đánh chặn một đoàn tàu được tin là đoàn vận tải tới Malta, nhưng thực chất đó là Lực lượng H của Hải quân Hoàng gia Anh, đang tiến về Genova để chuẩn bị pháo kích. Tuy nhiên, hai hạm đội này đã không bắt gặp nhau và hạm đội của Ý đã quay trở về cảng sau đó.

#### Mũi Matapan

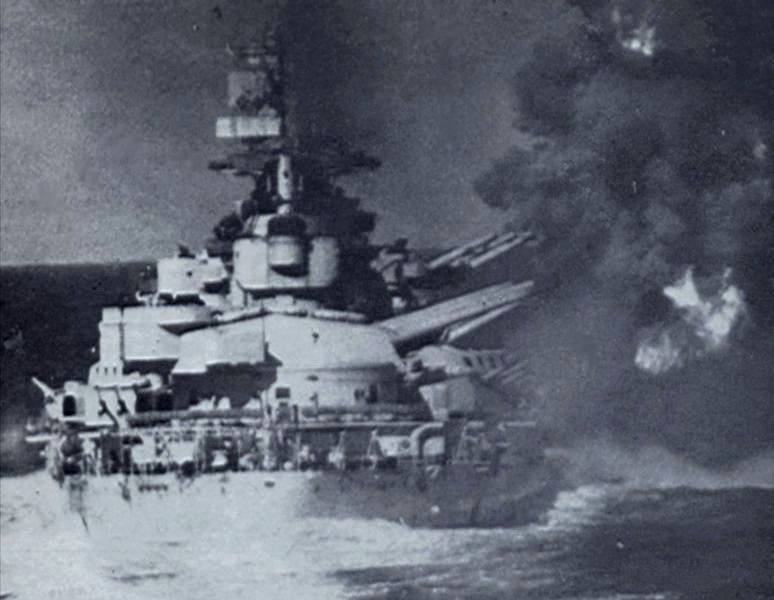
Vittorio Veneto đang giao chiến với tàu chiến Anh gần khu vực Đảo Gavdos trong Trận Mũi Matapan.

Vittorio Veneto quay về Napoli vào ngày 22 tháng 3, và bốn ngày sau, con tàu dẫn đầu một hạm đội gồm tám tuần dương hạm và chín khu trục hạm tấn công một đoàn vận tải của Anh tới Hy Lạp. Hạm đội Ý được hỗ trợ bởi các đơn vị máy bay thuộc Không quân Hoàng gia Ý (Regia Aeronautica) và Fliegerkorps X của Không quân Đức Quốc Xã. Phía Đức đã gây nhiều áp lực đến mức buộc người Ý phải triển khai hạm đội đánh chặn, với thông tin rằng họ [Đức] đã vô hiệu hóa hai trong tổng số ba thiết giáp hạm và một hàng không mẫu hạm của người Anh tại Địa Trung Hải. Chiến dịch đánh chặn này đã đẫn đến cuộc giao tranh ở Mũi Matapan, giữa các tuần dương hạm thuộc Hải đoàn 3 của Phó Đô đốc Luigi Sansonetti và Hải đoàn Tuần dương hạm 15 của Hải quân Hoàng gia Anh. Đô đốc Angelo Iachino, chỉ huy hạm đội Ý, ra lệnh đưa chiếc Vittorio Veneto xuống phía đông trong khi nhóm tuần dương hạm của Anh đang bị thu hút bởi tàu chiến của Sansonetti, để có thể khép vòng vây tàu chiến Anh. Nhưng tuần dương hạm HMS Orion đã kịp phát hiện ra chiếc Vittorio Veneto trước khi Sansonetti có thể thực hiện được ý định đó. Vittorio Veneto nhanh chóng phát hiện ra chiếc Orion và ngay lập tức nổ súng về phía con tàu, nhưng chỉ gây ra hư hại nhẹ cho Orion. Orion nhanh chóng rút về phía nam, quay trở lại hạm đội chính của Anh. Lỗi kỹ thuật ở tháp pháo 381 mm số 1 của Vittorio Veneto buộc con tàu phải tạm thời ngừng bắn. Pháo thủ Ý nhanh chóng đưa khẩu pháo quay trở lại hoạt động và tiếp tục bắn phá về phía các tuần dương hạm của Anh. Vittorio Veneto đã bắn tổng cộng 92 viên đạn 381 mm về phía tàu chiến Anh, tuy nhiên, tầm nhìn kém và khói dày đã cản trở đường ngắm của hoa tiêu Ý và họ không ghi nhận một phát bắn trúng nào.

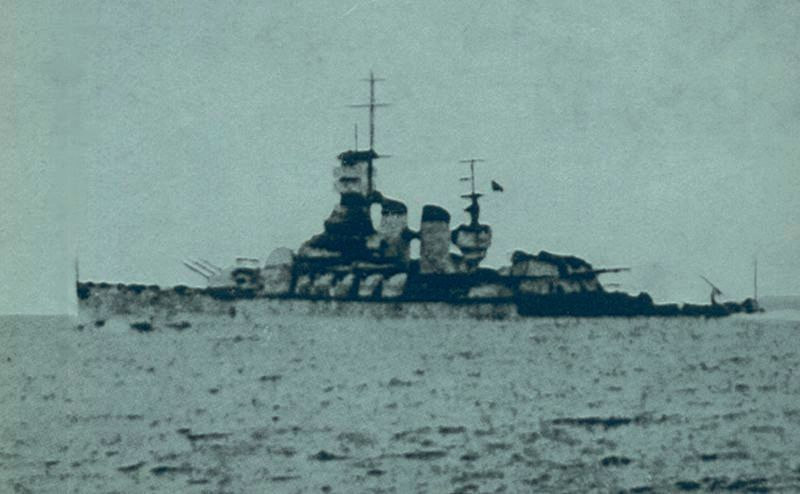
Vittorio Veneto đang quay trở về Taranto sau Trận Mũi Matapan.

Trong trận đánh, máy bay phóng ngư lôi của hàng không mẫu hạm HMS Formidable đã tấn công liên tục các tàu chiến Ý, trong đó có Vittorio Veneto, khiến con tàu phải ngừng giao chiến với tàu chiến Anh để cơ động tránh ngư lôi. Vittorio Veneto đã né được toàn bộ số ngư lôi được ném về phía con tàu trong đợt tấn công đầu tiên. Điều này đã thuyết phục Iachino rằng Hạm đội Địa Trung Hải của Anh vẫn còn rất mạnh, khiến ông phải ra lệnh ngừng tấn công và rút trở về cảng. Người Anh tiếp tục tung ra các đợt không kích nữa vào hạm đội Ý nhằm ngăn chiếc Vittorio Veneto rút khỏi khu vực. Vào đầu chiến, Formidable tung ra đợt xuất kích thứ hai, và vào lúc 15:10, một chiếc Swordfish đã thả trúng một quả ngư lôi chiếc Vittorio Veneto. Quả ngư lôi phát nổ tại khu vực đuôi tàu, làm hỏng chân vịt ở mạn trái, bánh lái ở khu vực bên trái tàu bị kẹt và làm hỏng toàn bộ máy bơm ở khu vực đuôi tàu. Ngoài ra, Vittorio Venetto cũng bị ngập khoảng 4.000 tấn nước, khiến con tàu bị nghiên khoảng 4-4,5 độ về bên trái và buộc phải dừng chạy khoảng 10 phút. Khi Vittorio Venetto đang bất động giữa biển, một máy bay ném bom Bristol Blenheim cất cánh từ Hy Lạp đã thả một quả bom suýt trúng phần đuôi tàu, chỉ gây ra vài hư hại nhẹ.
Đội kiểm soát thiệt hại đã gặp rất nhiều khó khăn trong việc kiểm soát và giảm thiểu mức lụt tại phần đuôi tàu, vì họ chỉ có thể bơm nước bằng máy bơm khẩn cấp điều khiển bằng tay. Một vài khoang rỗng ở khu vực mũi tàu và mạn phải đã được làm ngập để lấy lại độ cân bằng cho tàu. Trong khi đó, nhóm kỹ sư ở phòng động cơ đã khởi động lại được trục chân vịt ở mạn phải và việc đánh lái có thể được thực hiện bằng thiết bị lái tay dự phòng. Khi Vittorio Venetto dần nổ máy, con tàu từ từ tăng tốc độ lên được 20 knot chỉ với trục chân vịt bên phải của tàu. Trong khi hạm đội Ý đang rút lui, Formidable tiếp tục phóng thêm đợt xuất kích thứ ba, bao gồm chín chiếc Swordfish, nhằm ngăn cản Vittorio Venetto quay trở về căn cứ. Tuy nhiên, thay vì tấn công Vittorio Venetto, nhóm Swordfish lại tấn công tuần dương hạm hạng nặng Pola, vô hiệu hóa con tàu và khiến Pola chết đứng giữa biển. Vittorio Venetto quay về Taranto an toàn trong khi hai tuần dương hạm và vài khu trục hạm khác được lệnh ở lại để bảo vệ chiếc Pola. Cả ba tuần dương hạm này cùng hai khu trục hạm sau đó bị bắn chìm sau đêm giao tranh ác liệt ở tầm gần với thiết giáp hạm Valiant, Warspite, và Barham. Vittorio Veneto cập bến Taranto vào ngày 29 tháng 3, và việc sửa chữa kéo dài đến tháng 7 cùng năm. Con tàu đi vào hoạt động trở lại vào tháng 8 năm 1941.

#### Những chiến dịch tiếp theo

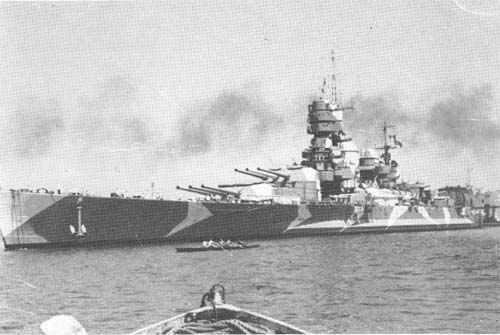
Thiết giáp hạm Vittorio Veneto neo đậu tại Taranto, tháng 6 năm 1941. Con tàu đang trong quá trình sửa chữa những hư hại gây ra trong Trận Mũi Matapan.

Vittorio Veneto và Littorio quay trở lại hoạt động vào tháng 8 năm 1941. Vào ngày 22, hai tàu xuất kích đánh chặn một đoàn vận tải, nhưng thất bại và quay trở về cảng sau đó. Người Anh sau đó có ý định rải thủy lôi tại khu vực Livorno và tiến hành một cuộc không kích vào miền bắc Sardinia. Ý định này đã được tình báo Ý ở Tây Ban Nha phát hiện ra và họ nhanh chóng gửi tin cảnh báo tới Bộ chỉ huy Hải quân Hoàng gia Ý ngay sau khi tàu của Anh rời Gibraltar. Tuy nhiên, hạm đội của Ý lại được bố trí quá xa ở phía nam và các máy bay trinh sát của Ý đã không phát hiện ra được vị trí của hạm đội Anh. Ngày 26 tháng 9, Vittorio Veneto và Littorio, với sự hỗ trợ của năm tuần dương hạm và 14 khu trục hạm, tiến hành nhiệm vụ đánh chặn một đoàn tàu vận tải Anh trong Chiến dịch Halberd. Hải quân Hoàng gia Anh có ý định nhử toàn bộ hạm đội Ý vào bẫy và tiến hành phục kích bằng hạm đội hộ tống mạnh mẽ của họ, được dẫn đầu bởi các thiết giáp hạm Rodney, Nelson, và Prince of Wales. Tuy vậy, không có cuộc giao tranh nào diễn ra giữa tàu chiến của hai bên do cả hai đều không xác định được vị trí chính xác của nhau, nhưng thiết giáp hạm Nelson đã chịu hư hại đáng kể sau khi trúng một quả ngư lôi được thả từ một chiếc Savoia-Marchetti SM.84 của Không quân Hoàng gia Ý. Lúc 14:00 cùng ngày, Đô đốc Iachino ra lệnh hủy bỏ chiến dịch và cho hạm đội Ý quay trở về căn cứ.
Ngày 13 tháng 12, Vittorio Veneto tham gia vào nhiệm vụ hộ tống một đoàn vận tải tới Bắc Phi, nhưng phải hủy bỏ nhiệm vụ sau khi bị tình báo Anh đánh lừa rằng đang có một hạm đội Anh ở trong khu vực. Khi Vittorio Veneto đang trên đường quay về căn cứ vào ngày 14, con tàu trúng một quả ngư lôi được phóng từ tàu ngầm HMS Urge tại Eo biển Messina. Quả ngư lôi đã tạo một cái lỗ dài 13 mét và khiến con tàu ngập hơn 2.000 tấn nước, mặc dù hệ thống đai chống ngư lôi Pugliese đã hấp thụ thành công phần lớn vụ nổ. Vittorio Veneto bị nghiêng khoảng 3,5 độ về phía mạn trái và phần đuôi tàu bị ngập khoảng 2,2 mét. Thủy thủ đoàn nhanh chóng kiểm soát được thiệt hại, cân bằng được tàu và quay về căn cứ an toàn. Việc sửa chữa hư hại của Vittorio Veneto ở Taranto kéo dài đến mùa xuân năm 1942.
Ngày 14 tháng 6, Vittorio Veneto tiếp tục tham gia vào một chiến dịch đánh chặn đoàn tàu vận tải của Anh từ Alexandria tới Malta trong Chiến dịch Vigorous và Chiến dịch Harpoon. Vittorio Veneto, Littorio, cùng bốn tuần dương hạm và 12 khu trục hạm được điều động tham gia vào nhiệm vụ. Người Anh nhanh chóng phát hiện ra hạm đội Ý và tổ chức các đợt không kích trong ngày 15 tháng 6 bằng máy bay ném bom Wellington và Bristol Beaufort nhằm cầm ngăn chặn người Ý tiếp cận các tàu vận tải. Không thiết giáp hạm nào của Ý bị hư hại trong cuộc không kích, nhưng tuần dương hạm Trento đã bị vô hiệu hóa và bị đánh chìm không lâu sau đó bởi tàu ngầm Anh. Cũng trong buổi sáng ngày 14, trong quá trình tìm kiếm đoàn vận tải Anh, hạm đội Ý bị không kích bởi các máy bay ném bom hạng nặng B-24 Liberator của Không lực Lục quân Hoa Kỳ. Vittorio Veneto may mắn không trúng quả bom nào, Littorio trúng một quả bom vào tháp pháo 381 mm số 1 nhưng không gây thiệt hại đáng kể. Ngay sau đó, một tốp máy bay ném bom Beaufort nữa tấn công hạm đội Ý, nhưng bị máy bay tiêm kích của Ý và Đức đánh chặn, khiến hai chiếc Beaufort bị bắn rơi và năm chiếc khác bị hư hỏng. Đến chiều, Đô đốc Iachino kết luận rằng hạm đội của ông sẽ không bắt kịp đoàn hộ tống của Anh trước khi trời tối, nên ông đã cho dừng chiến dịch đánh chặn và quay về căn cứ. Tuy nhiên, sự hiện diện của thiết giáp hạm Ý trong khu vực đã khiến Chiến dịch Vigorous và Chiến dịch Harpoon của người Anh sụp đổ khi toàn bộ đoàn hộ tống được lệnh rút về Alexandria thay vì tiếp tục di chuyển đến Malta.

### Số phận

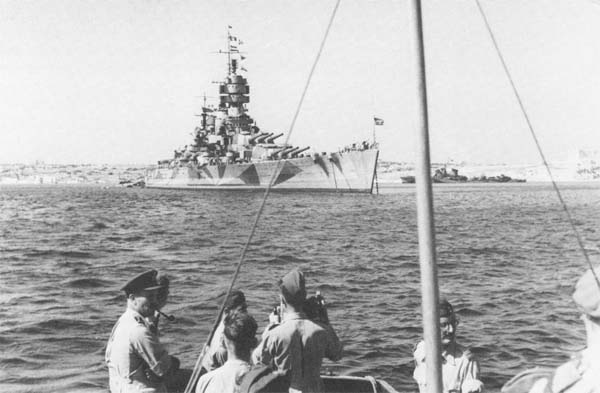
Vittorio Veneto đang neo đậu tại Malta, ngày 13 tháng 9 năm 1943.

Ngày 12 tháng 11, Vittorio Veneto rời Taranto tới Napoli sau khi quân đội Đồng Minh đổ bộ vào Bắc Phi. Ngày 4 tháng 12, máy bay Mỹ không kích Napoli, buộc Hải quân Ý phải đưa phần lớn hạm đội của họ về La Spezia. Tại đây, Vittorio Veneto, cùng Littorio và Roma, được ngừng hoạt động trong sáu tháng đầu năm 1943 do Hải quân Ý gặp vấn đề thiếu nhiên liệu trầm trọng. Ngày 5 tháng 6, Vittorio Veneto trúng hai quả bom cỡ lớn vào khu vực mạn trái ở mũi tàu. Một quả bom xuyên qua lớp giáp sàn và phát nổ dưới phần lườn tàu, khiến cấu trúc tàu bị hư hại nghiêm trọng. Vittorio Veneto phải khởi hành về Genova sửa chữa do hệ thống ụ khô ở La Spezia đang được sửa chữa sau các đợt không kích của máy bay Mỹ. Ngày 3 tháng 9 năm 1942, Hiệp định Đình chiến Cassibile được ký kết, chính thức gạch tên nước Ý ra khỏi cuộc chiến. Vittorio Veneto cùng toàn bộ hạm đội Ý được lệnh khởi hành về Malta để đầu hàng quân đội Anh. Trên đường, hạm đội Ý bị tấn công bởi máy bay ném bom Dornier Do 217 của Đức Quốc Xã. Vittorio Veneto không bị hư hại trong cuộc tấn công, nhưng Italia (gốc-Littorio, được đổi tên sau khi sau khi chính phủ Phát xít của Benito Mussolini sụp đổ) chịu thiệt hại nhẹ do trúng một quả bom Fritz X và Roma bị chìm sau khi trúng hai quả bom Fritz X.
Vittorio Veneto cập bến Malta thành công và được lưu lại tại đó tới ngày 14 tháng 9, trước khi được lệnh di chuyển về Alexandria. Vittorio Veneto và Italia neo đậu tại Hồ Great Bitter ở Kênh đào Suez trong suốt quãng thời gian còn lại của cuộc chiến. Ngày 6 tháng 6 năm 1946, Vittorio Veneto khởi hành về Augusta ở Sicilia, và theo Hiệp ước Hòa bình với Ý 1947, con tàu được lệnh tiến đến Anh với vai trò là chiến lợi phẩm của người Anh. Ngày 14 tháng 10 năm 1946, Vittorio Veneto quay về La Spezia và được đem đi bán để tháo dỡ vào ngày 3 tháng 1 năm 1948.
Vittorio Veneto là thiết giáp hạm phục vụ tận tụy nhất của Hải quân Hoàng gia Ý trong Chiến tranh Thế giới thứ hai, đã tham gia tổng cộng 56 nhiệm vụ các loại và 11 chiến dịch tấn công/đánh chặn khác nhau. 12 khẩu pháo cao xạ 90 mm của Vittorio Veneto đã được giữ lại sau khi tháo dỡ, và chúng sau này được Quân đội Nhân dân Nam Tư (JNA) trưng dụng để thiết lập một trận địa pháo ở Đảo Žirje. Các khẩu pháo này đã đầu hàng không phản kháng Lực lượng Vệ binh Quốc gia Croatia vào ngày 14 tháng 9 năm 1991 trong cuộc Chiến tranh giành độc lập Croatia. Các khẩu pháo tiếp tục được Lực lượng Vệ binh Quốc gia Croatia sử dụng và góp phần giúp quân đội Croatia giành thắng lợi trong Trận Šibenik diễn ra từ ngày 16 tới ngày 22 tháng 9 năm 1991, khi những khẩu pháo này đã ngăn chặn thành công cuộc tấn công của JNA vào Šibenik; đồng thời giúp quân đội Croatia chiếm nguyên vẹn 15 tàu tuần tra của Nam Tư đang neo đậu ở Cảng Šibenik và 19 tàu khác đang được nâng cấp trong Xưởng Šibenik, chiếm 1/4 tổng số tàu mặt nước của Hải quân Nam Tư tại thời điểm đó.

### Sách tham khảo
- Bagnasco, Erminio; de Toro, Augusto (2010). The Littorio Class. Barnsley: Seaforth Publishing. ISBN 978-1-59114-445-8.
- Gardiner, Robert; Chesneau, Roger, biên tập (1980). Conway's All the World's Fighting Ships, 1922–1946. Annapolis: Naval Institute Press. ISBN 0-87021-913-8.
- Garzke, William H.; Dulin, Robert O. (1985). Battleships: Axis and Neutral Battleships in World War II. Annapolis: Naval Institute Press. ISBN 0-87021-101-3.
- Rohwer, Jürgen (2005). Chronology of the War at Sea, 1939–1945: The Naval History of World War Two. Annapolis: Naval Institute Press. ISBN 1-59114-119-2.
- Stille, Mark (2011). Italian Battleships of World War II. Oxford: Osprey Publishing. ISBN 978-1-84908-831-2.
- Velicogna, Arrigo (2018). "The Battleship Littorio (1937)". Trong Taylor, Bruce (biên tập). The World of the Battleship: The Lives and Careers of Twenty-One Capital Ships of the World's Navies, 1880–1990. Barnsley: Seaforth Publishing. ISBN 0870219065.
- Whitley, M.J. (1998). Battleships of World War Two: An International Encyclopedia. Annapolis: Naval Institute Press. ISBN 1-55750-184-X.
- O'Hara, Vincent P. (2009). Struggle for the Middle Sea: The Great Navies At War In The Mediterranean Theater, 1940–1945. Annapolis: Naval Institute Press. ISBN 1-59114-648-8.
- Reljanović, Marijo (2001). "Hrvatska ratna mornarica u obrani Jadrana" [Croatian Navy in defence of the Adriatic]. Hrvatski vojnik (bằng tiếng Croatia). Số 77. Ministry of Defence (Croatia). ISSN 1333-9036. Bản gốc lưu trữ ngày 2 tháng 10 năm 2013.
- Čutura, Dinko (2010). "Topovi - branitelji Šibenika" [Guns - defenders of Šibenik]. Hrvatski vojnik (bằng tiếng Croatia). Số 297. Ministry of Defence (Croatia). ISSN 1333-9036. Bản gốc lưu trữ ngày 29 tháng 7 năm 2010.
- Čanić, Dean (2014). "Prva pobjeda u obrani od velikosrpske agresije – šibenska bitka u rujnu 1991. godine".  P. 1-2-3. Vojna Povijest. Retrieved on 2018-06-26.
- de la Sierra, Luis (1976). La guerra naval en el Mediterráneo 1940–1943. Barcelona: Juventud. ISBN 84-261-0264-6.